# Zef Mazi
Zef Mazi (ur. 27 stycznia 1956 w Tiranie) – albański tłumacz, szef albańskiej delegacji Organizacji Bezpieczeństwa i Współpracy w Europie, kandydat na urząd prezydenta Albanii w 2002 roku, ambasador Republiki Albanii w Irlandii oraz w Wielkiej Brytanii.

## Życiorys
W 1977 roku ukończył studia z języków obcych i albanistyki na Uniwersytecie Tirańskim. W latach 1977–1985 pracował jako tłumacz z języka albańskiego na angielski; w tym czasie był prelegentem Radia Tirana w języku angielskim. W roku 1989 rozpoczął pracę w albańskim Ministerstwie Spraw Zagranicznych, gdzie pracował w sektore do spraw stosunków wielostronnych, gdzie był odpowiedzialnegy za teczkę OBWE. W międzyczasie, w latach 1989-1991 był ambasadorem Republiki Albanii w Wielkiej Brytanii. We wrześniu 1990 r. został mianowany członkiem albańskiej delegacji rządowej na 45. Sesję Zgromadzenia Ogólnego ONZ w Nowym Jorku, a w latach 1991-1992 pełnił obowiązki szefa misji Ambasady Republiki Albanii w Austrii i w Szwajcarii. We wrześniu 1991 roku na został mianowany szefem albańskiej delegacji OBWE w Wiedniu oraz stałym przedstawicielem Albanii. Był również szefem delegacji Republiki Albanii przy międzynarodowych organizacjach jak ONZ, MAEA i UNIDO. Dane funkcje pełnił do końca 1997 roku.
Od 2000 roku pracował w Departamencie Współpracy Technicznej Międzynarodowej Agencji Energii Atomowej. Jego najważniejsze zadanie to dokumentacja do negocjacji i finalizacji programu polityki współpracy i pomocy technicznej w dziedzinie energetyki jądrowej między rządami państw członkowskich MAEA. W tym celu odwiedził 25 państw w celu rozmowy z ich władzami.
W roku 2002 powrócił do pełnienia funkcji stałego przedstawiciela Albanii w OBWE i innych międzynarodowych organizacjach. W latach 2007–2011 był ambasadorem Republiki Albanii w Irlandii.

## Publikacje
- How to Reunite the OSCE’s Strength with Trust and Respect, Wiedeń, 1994
- Albania in the New Europe, Wiedeń, 1995
- Activities Related to the Military Aspects of Security, Lublana, 2003
- NATO Enlargement and Security of Small States, Tirana, 2005
- Reflections on the Politico-Military Dimension, Role of the Forum for Security Cooperation, Sofia, 2005
- OSCE’s Role in Peace-keeping Operations, Wiedeń, 2006
- War in ex-Yugoslavia and Security of Western Balkans, Genewa, 2006
- Kosova’s Independence under International Law, Londyn, 2008-2011
- Albania’s Integration Perspectives for NATO and EU, Londyn, 2008
- Albania’s political and financial state – a perspective, Londyn, 2009
- Albania’s Religious Harmony, Oksford, 2009
- Security of Small States in Western Balkans – Perceptions and Perspectives, Londyn, 2009
- Albania’s Security and Foreign policy in the Balkan context, Londyn, 2010
- Conflict in South Eastern Europe – and Road to Peace, Londyn, 2010
- Security Perspectives and Cross Border Co-operation in SEE, Oksford, 2010
- “IAEA’s Medium Term Strategy 2012-2017, College Station, 2015

## Życie prywatne
Ma żonę Brixhildę i syna Gjergjiego.